# Alonso Ojeda Olaechea
Alonso Ojeda Olaechea (Libertad de Barinas, Venezuela, 11 de agosto de 1918 - Caracas, Venezuela, 8 de abril de 2006) fue un político, líder sindical y campesino venezolano, dirigente del Partido Comunista de Venezuela (PCV), partido del cual fue secretario general de 1985 hasta 1990, ocupando el cargo de manera provisional en varias oportunidades, también fue parlamentario en cinco oportunidades en el extinto congreso venezolano.

## Biografía
Alonso Ojeda Olaechea nació en Libertad de Barinas, el 11 de agosto de 1918, hijo de Antonio Ojeda Ortega y Belén Olaechea Zerpa, ambos opositores al régimen dictatorial y represivo de Juan Vicente Gómez.
Tipógrafo de ocupación, comenzó a desarrollar dicha ocupación de forma profesional en los años 30, en el diario El Impulso de Barquisimeto. En 1937 ingresó al ilegalizado PCV, y cuando apenas adquirió la militancia le fue encomendada la difícil tarea de editar, imprimir y distribuir de forma clandestina el Manifiesto Comunista de la Primera Conferencia Nacional del Partido Comunista de Venezuela, el cual llevaba el nombre “Dar la cara”, tarea esta que cumplió con éxito, logrando distribuir 16 mil ejemplares en prensa de pedal por todo el territorio nacional.
En 1938 organizó a los trabajadores azucareros en El Tocuyo, logrando unificar este sector, logrando varias reivindicaciones, actividad que desarrolló  con gran valor y destreza. El 1 de mayo de 1938, se celebró en Caracas la I Conferencia Sindical Nacional a la cual asistieron 99 delegados, que
agrupaban a 49.000 trabajadores, Ojeda Olaechea asistió como uno de esos delegados.
Asimismo le correspondió organizar la VI Conferencia Nacional del PCV en 1951, más conocida como la “Conferencia de la Montaña”, esto durante la represión criminal de la dictadura de Marcos Pérez Jiménez, teniendo que reunir cerca de 70 cuadros en la gruta de una montaña del estado Yaracuy.
Durante los años cuarenta le tocó enfrentar junto con Pedro Ortega Díaz y Eduardo Gallegos Mancera las desviaciones ideológicas que surgieron en el seno de la dirección del PCV, teniendo una gran participación durante el I Congreso del PCV o “Congreso de la Unidad”  finales de 1946.
El 7 de diciembre de 1947 fue elegido diputado al congreso venezolano por el Estado Lara, obteniendo más de 3.000 votos, sin embargo su actividad parlamentaria se ve interrumpida tras el golpe de Estado militar dado al presidente Rómulo Gallegos.
Ojeda Olaechea fue nombrado responsable de seguridad del Buró Político del PCV en 1954 luego de la protesta impulsada por el Partido Comunista contra la Conferencia Panamericana que se realizó en la ciudad de Caracas y que había legitimado el golpe de Estado contra el gobierno progresista de Jacobo Arbenz en Guatemala.
En 1958 fue elegido como primer diputado suplente por el Distrito Federal para ejercer el periodo 1959-1964.
En 1960 escribió el libro “Sobre la Cuestión Agraria en Venezuela”, en el cual desarrolla una síntesis sobre el sector agrícola y pecuario en Venezuela y el papel de este sector dentro de la sociedad venezolana.
Durante el III Congreso del PCV en 1961, defendió junto a Pedro Ortega Díaz, Jesús Faría y Eduardo Gallegos Mancera la postura de no incorporarse a la lucha armada, sin embargo al quedar en minoría debió acatar la decisión de la mayoría disciplinadamente.
Fue escogido como Secretario general del Partido Comunista de Venezuela de manera provisional de 1964 a 1967, en sustitución de Pompeyo Márquez, quien fungía como secretario provisional tras la detención de Jesús Faría. En 1967 fue el encargado de construir el túnel por donde se fugarían Pompeyo Márquez, Teodoro Petkoff  y Guillermo García Ponce. Asimismo tocó la difícil tarea de organizar el repliegue táctico entre 1966-1967 tras la derrota política de la lucha armada.
En 1968 fue elegido diputado por el extinto Distrito Federal para ejercer el periodo 1969-1974 resultando electo por el partido que sirvió de fachada legal del PCV: Unión Para Avanzar (UPA).
En 1970 escribió junto con J. Santana, el libro “Situación actual del campo venezolano”, en el cual se hace un esbozo de la situación política, social y técnica del campo venezolano, así como caracterización de la clase campesina en Venezuela.
En 1978 fue elegido diputado al congreso venezolano una vez más por el extinto Distrito Federal para ejercer el periodo 1979-1984, siendo el único representante del PCV para ese periodo.
Sus investigaciones y desarrollo teórico se verían expresados en las tesis o Programa del Partido Comunista en Venezuela aprobado en el VI Congreso del PCV realizado en 1980.
En 1983 fue elegido diputado al congreso venezolano por quinta vez, nuevamente por el Distrito Federal para ejercer el periodo 1984-1989, esta sería la última vez que ejercería un cargo público de elección popular.
En 1985 fue elegido secretario general del PCV en el VII del PCV, cargo que ejercería hasta 1990, teniendo que afrontar la difícil situación generada tras la caída del Muro de Berlín y el comienzo de la desintegración de la URSS y en general la caída del comunismo a nivel mundial.
Alonso Ojeda Olaechea en el PCV fue miembro del Comité Central, del Buró Político, secretario agrario, de seguridad, de organización, desempeñó todas sus funciones a cabalidad, demostrando ser un gran líder, poseedor de gran habilidad y destreza para la organización del partido, además de tener un gran temple para afrontar y superar condiciones adversas, además siempre le tocó ser secretario general del PCV en los momentos en que el cargo requería de mayor entrega, de mayor disciplina, mayor tacto y mayor cuidado, arriesgando la vida en todo momento, por eso en la historia el PCV es recordado como “El Camarada de las dificultades”.

## Obras
- Sobre la cuestión agraria en Venezuela, 1960.
- Situación del campo venezolano, 1970 (en colaboración con Jorge Santana).